# Ophiuche calistalis
Ophiuche calistalis är en fjärilsart som beskrevs av William Schaus 1904. Ophiuche calistalis ingår i släktet Ophiuche och familjen nattflyn. Inga underarter finns listade i Catalogue of Life.